# 類球面
|        |        |        |
| 扁球面 | 扁球面 | 長球面 |

類球面是一種二次曲面。二維的橢圓有兩個主軸，稱為長軸與短軸。在三維空間裏，將一個橢圓繞著其任何一主軸旋轉，則可得到一個類球面。
- 假若，這旋轉主軸是長軸，則這個類球面為長球面。例如，英式足球裏所用的橄欖球是長球形狀。
- 假若，這旋轉主軸是短軸，則這個類球面為扁球面。例如，地球在北極與南極稍微有點扁平，在赤道又有點凸漲。所以，地球是扁球形狀。
- 假若，生成的橢圓是圓圈，則這個類球面為完全對稱的圓球面。

## 方程式

对类球面半轴的赋值。如果c < a则为扁球面（左图）而如果c > a则为长球面（右图）。

用另外一種方法來描述，類球面是一種橢球面。採用直角坐標{\displaystyle (x,\ y,\ z)\,\!}，橢球面可以表達為
{\displaystyle {x^{2} \over a^{2}}+{y^{2} \over b^{2}}+{z^{2} \over c^{2}}=1}；
其中，{\displaystyle a\,\!}與{\displaystyle b\,\!}分別是橢球面在x-軸與y-軸的赤道半徑，{\displaystyle c\,\!}是橢球面在z-軸的極半徑，這三個正值實數的半徑決定了橢球面的形狀。 以z-轴为旋转轴的类球面{\displaystyle a=b\,}，它的方程为：
{\displaystyle {\frac {x^{2}+y^{2}}{a^{2}}}+{\frac {z^{2}}{c^{2}}}=1}。
- 假若，三個半徑都相等，則這橢球面是圓球面：

{\displaystyle a=c\,\!}。
- 假若，類球面的赤道半徑小於極半徑，則這是類球面是長球面：

{\displaystyle a<c\,\!}。
- 假若，類球面的赤道半徑大於極半徑，則這是類球面是扁球面：

{\displaystyle a>c\,\!}。

## 性质

### 面積
扁球面c < a，它的表面积为：
{\displaystyle S_{\rm {oblate}}=2\pi a^{2}\left(1+{\frac {1-e^{2}}{e}}{\text{artanh}}\,e\right)=2\pi a^{2}+\pi {\frac {c^{2}}{e}}\ln \left({\frac {1+e}{1-e}}\right)\quad }其中{\displaystyle \,e^{2}=1-{\frac {c^{2}}{a^{2}}}}。
扁球面是半长轴为a而半短轴为c的椭圆围绕z-轴旋转而形成的，因此e可看作为离心率。
长球面c > a，它的表面积为：
{\displaystyle S_{\rm {prolate}}=2\pi a^{2}\left(1+{\frac {c}{ae}}\arcsin \,e\right)\qquad }其中{\displaystyle \,e^{2}=1-{\frac {a^{2}}{c^{2}}}}。
长球面是半长轴为c而半短轴为a的椭圆围绕z-轴旋转而形成的，因此e可看作离心率。

### 體積
類球的體積是{\displaystyle {\frac {4}{3}}\pi a^{2}c\,\!}。

### 曲率
假若，一個類球面被參數化為
{\displaystyle {\boldsymbol {\sigma }}(\beta ,\ \lambda )=(a\cos \beta \cos \lambda ,\ a\cos \beta \sin \lambda ,\ b\sin \beta )\,\!} ;
其中，{\displaystyle \beta \,\!}是參數緯度（parametric latitude），{\displaystyle -{\frac {\pi }{2}}<\beta <{\frac {\pi }{2}}\,\!}，{\displaystyle \lambda \,\!}是經度，{\displaystyle -\pi <\lambda <+\pi \,\!}。
那麼，類球面的高斯曲率（Gaussian curvature）是
{\displaystyle K(\beta ,\lambda )={b^{2} \over (a^{2}+(b^{2}-a^{2})\cos ^{2}\beta )^{2}}\,\!}。
類球面的平均曲率（mean curvature）是
{\displaystyle H(\beta ,\lambda )={b(2a^{2}+(b^{2}-a^{2})\cos ^{2}\beta ) \over 2a(a^{2}+(b^{2}-a^{2})\cos ^{2}\beta )^{3/2}}\,\!}。
對於類球面，這兩種曲率永遠是正值的。所以，類球面的每一點都是橢圓的。

## 參閱
- 皮埃爾·莫佩爾蒂
- 橢球體
- 卵形體（ovoid）
- 長球面坐標系
- 扁球面坐標系

## 引用
1. ↑  A derivation of this result may be found at Weisstein, Eric W. (编). . at MathWorld--A Wolfram Web Resource. Wolfram Research, Inc.  [24 June 2014]. （原始内容存档于2018-01-24） （英语）.
2. ↑  A derivation of this result may be found at Weisstein, Eric W. (编). . at MathWorld--A Wolfram Web Resource. Wolfram Research, Inc.  [24 June 2014]. （原始内容存档于2019-10-21） （英语）.